# Theo Rossi

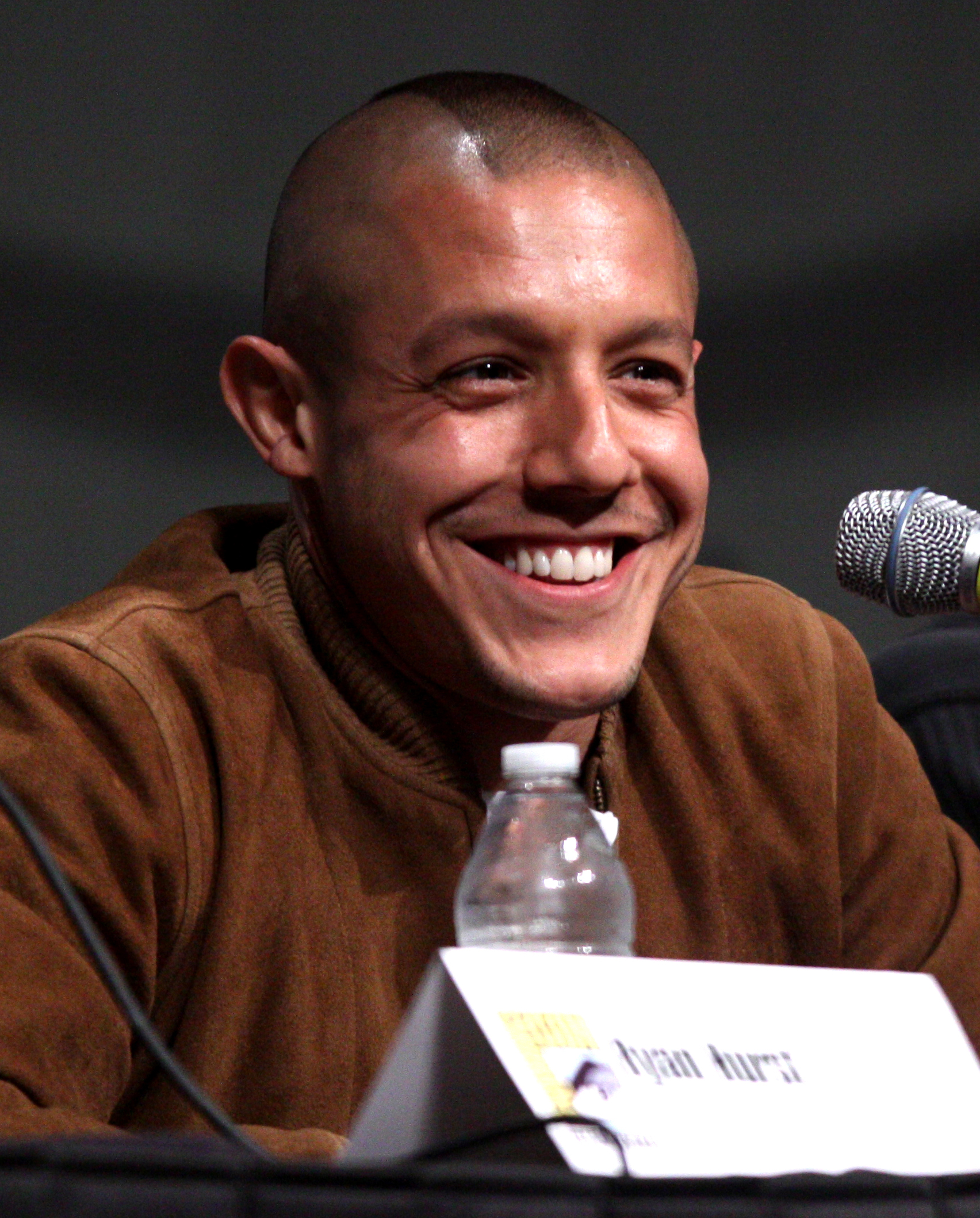
Theo Rossi (2012)

John Theodore „Theo“ Rossi (* 4. Juni 1975 auf Staten Island, New York City, New York) ist ein US-amerikanischer Schauspieler und Filmproduzent.

## Karriere
Rossis erste Rollen waren Werbefilme (unter anderem für McDonald’s, Nissan und Bud Light). Seit 2001 spielte Rossi Gastrollen in Fernsehserien wie Veronica Mars, Bones – Die Knochenjägerin, Boston Public, American Dreams, Heist – Der letzte Coup, Las Vegas und Grey’s Anatomy.
Theo Rossis Filmkarriere begann 2003 mit dem Film The Challenge – Eine echte Herausforderung mit Mary-Kate und Ashley Olsen, Der Ehrenkodex, außerdem hatte er 2008 eine kleine Rolle in Cloverfield. Des Weiteren spielte er in den Filmen Kill Theory und Informers. 2008 wurde er mit der Rolle von „Juice“ Ortiz in der Serie Sons of Anarchy besetzt, seiner bisher größten Rolle, welche er bis zum Serienende verkörperte. Wegen seiner Beliebtheit beim Publikum wurde „Juice“ in der zweiten Staffel zu einer Hauptfigur gemacht.
Von 2016 bis 2018 spielte er den Antagonisten Hernan „Shades“ Alvarez in der Serie Marvel’s Luke Cage.
Rossi ist mit Meghan McDermott verheiratet und Vater von zwei Söhnen (* 2015 und * 2017).
Theo Rossi hat keinen festen deutschen Synchronsprecher. Am häufigsten liehen ihm bisher Asad Schwarz und Jan Andres (jeweils fünfmal) ihre Stimmen.

## Filmografie (Auswahl)
- 2001–2002: Boston Public (Fernsehserie, 2 Episoden)
- 2002: Malcolm mittendrin (Malcolm in the Middle, Fernsehserie, Episode 4x02)
- 2003: The Challenge – Eine echte Herausforderung (The Challenge)
- 2004: New York Cops – NYPD Blue (NYPD Blue, Fernsehserie, Episode 11x12)
- 2004: American Dreams (Fernsehserie, Episoden 3x05–3x06)
- 2005: Blind Justice – Ermittler mit geschärften Sinnen (Blind Justice, Fernsehserie, Episode 1x03)
- 2005: Veronica Mars (Fernsehserie, Episode 1x18)
- 2005: House of the Dead II
- 2006: Without a Trace – Spurlos verschwunden (Without a Trace, Fernsehserie, Episode 4x14)
- 2006: Lost (Fernsehserie, Episode 2x14)
- 2006: Der Diamanten-Job (Heist, Fernsehserie, Episoden 1x02–1x03)
- 2006: Bones – Die Knochenjägerin (Bones, Fernsehserie, Episode 2x08)
- 2006–2007: Jericho – Der Anschlag (Jericho, Fernsehserie, 2 Episoden)
- 2007: Las Vegas (Fernsehserie, Episoden 4x17–5x01)
- 2007: Grey’s Anatomy (Fernsehserie, Episoden 4x09–4x10)
- 2008: Cloverfield
- 2008: Informers
- 2008–2014: Sons of Anarchy (Fernsehserie, 84 Episoden)
- 2009: Kill Theory
- 2009: Red Sands
- 2009: Terminator: The Sarah Connor Chronicles (Fernsehserie, Episoden 2x18–2x19)
- 2010: Lie to Me (Fernsehserie, Episode 2x15)
- 2012: Hawaii Five-0 (Fernsehserie, Episode 2x15)
- 2012: Alcatraz (Fernsehserie, 2 Episoden)
- 2013: Law & Order: Special Victims Unit (Fernsehserie, Episode 14x10)
- 2015: Bad Hurt
- 2016: When the Bough Breaks
- 2016 Lowriders
- 2016–2018: Marvel’s Luke Cage (Fernsehserie)
- 2019: Vault
- 2019: American Skin
- 2019: Der Biss der Klapperschlange (Rattlesnake)
- 2020: Ghosts of War
- 2021: Army of the Dead
- 2021: True Story (Fernsehserie)
- 2022: Emily the Criminal
- 2022: Vendetta
- 2022: Escape the Field
- 2024: The Penguin (Miniserie)
- 2024: Carry-On